# Сортавальський район
Сортавальський район (карел. Sortavalan piiri, рос. Сортавальский район) — адміністративна одиниця Республіки Карелія Російської Федерації.
Адміністративний центр — місто Сортавала.

## Географія
Розташований на північному березі Ладозького озера. Межує з:
- Лахденпохським районом;
- Піткярантським районом;
- Суоярвським районом;
- Фінляндією.

Входить до складу історичного регіону Ладозька Карелія. На території району розташована частина ладозький шхер.

## Клімат
Клімат м'який, помірно континентальний. Середня температура січня -9.1 °C, липня +15.9 °C.

## Населення
30 914 осіб.
Національний склад
Росіяни - 80,8%, 
 білоруси - 8,6%, 
 карели - 3,2%, 
 українці - 3,1%, 
 фіни - 1,2%, 
 представники інших національностей - 3,1%.

## Економіка
Основними галузями економіки району є лісозаготівля, деревообробка та промисловість будівельних матеріалів.